# Pădure tropicală

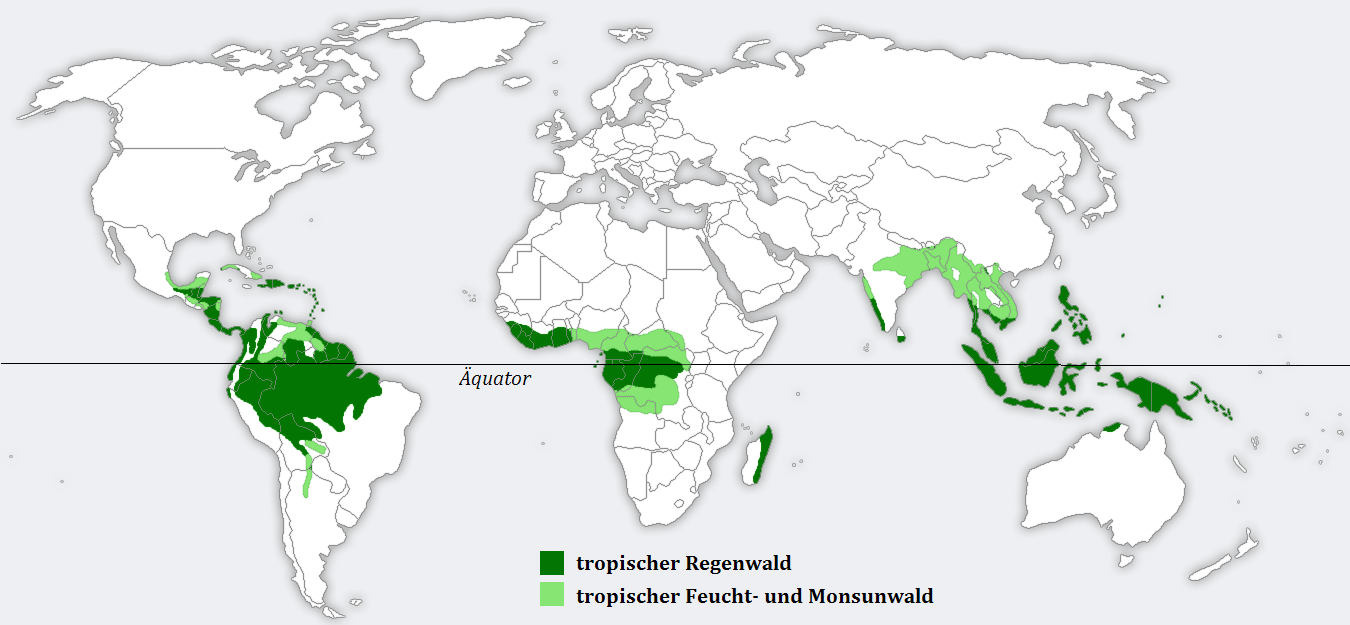
Intinderea pe glob a pădurii tropicale (umede) și a regiunilor cu monzum

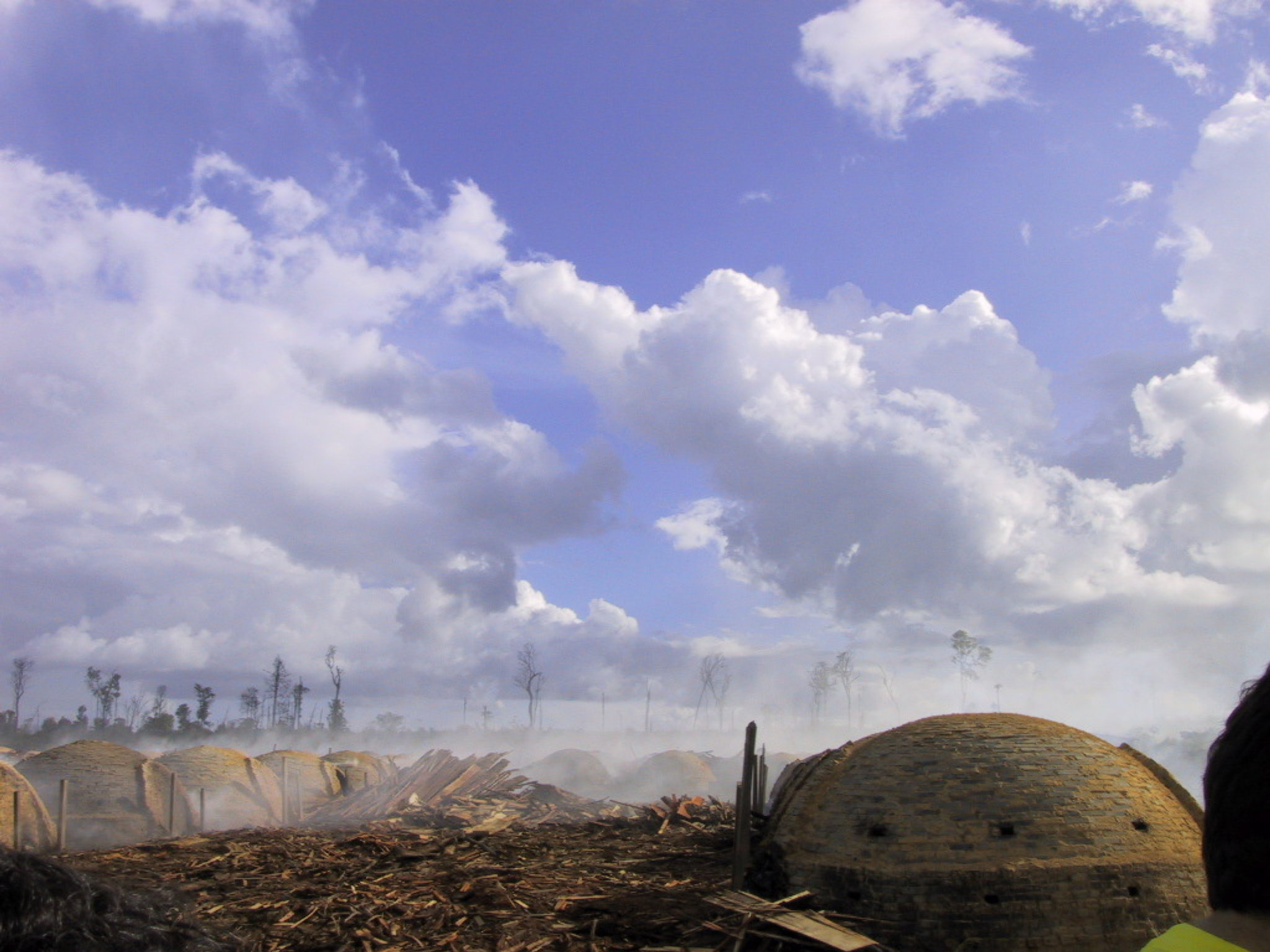
Exploatarea irațională a lemnului într-o pădure tropicală

Sub denumirea de pădure tropicală se înțelege vegetația care crește în zonele cu climă tropicală umedă.
Caracteristic acestei vegetații este o vegetație foarte deasă aproape de nepătruns, cu o climă caldă și umedă, după atolul de corali urmează din punct de vedere a densității florei și faunei pădurea tropicală.
Regiunile pădurilor tropicale cu o vegetație verde tot timpul anului, alcătuiesc un sistem ecologic adaptat la clima caldă cu o temperatură medie anuală de 25 °C, cu oscilații de temperatură medie anuală de 0,5 - 0,6 °C și o cantitate de precipitații de 2.500 mm.
Intinderea pădurilor tropicale în prezent sunt în America de Sud, America Centrală, Africa, Asia de Sud ca și zona ecuatorială (10° latitudine nord și sud de ecuator) a Australiei, în general zona de întinere a acestor păduri sunt zona ecuatorială, excepție făcând regiunea Amazonului, regiunea Anzilor Cordilieri prin evaporarea intensă a apei din Oceanul Pacific care sub formă de ceață ajunge regiunea Anzilor, sau regiunea Africi de est cauzat de efectul Pasat - Muson. În anul 1950 suprafața de întindere a pădurii tropicale a fost apreciată la 16 - 17 Mil. km² ca 11 % din suprafața globului, până în anul 1980 50 % din această suprafață a fost distrusă de către om.

## Vegetația
Copacii în pădurea tropicală cresc sub formă de etaje, astfel se pot aminti șase etaje de vegetație care nu se pot delimita clar, - pe sol sunt plantele ierboase, tufișuri, arbuști. Solul are un strat subțire de humus cu o capacitate redusă de hrană, de aceea un rol important joacă în asigurare cu hrană Mykorrhiza.
Procesele de transformare a substanțelor sunt accelerate în această regiune din cauza climei calde și umede, prin desișul de rădăcini absorbția hranei e rapidă cu o fotosinteză intensă.
Dar numai 5 % din hrană sunt absorbite din sol de către plante, o parte din sursa de hrană cade ca materii în descompunere pe frunziș, sau pe sol, prin lipsa anotimpurilor există tot timpul anului frunze căzute care sunt supuse imediat unor procese de descompunere, prin capacitatea redusă de depozitare a stratului subțire de humus, aceste substanțe în descompunere sunt imediat absorbite de plante.
Furnicile și termitele joacă un rol important în aceste procese complexe de simbioză, și de transformare a biomasei vegetale în proteină animală, fiind intermediari între producător și consumator, în prezent se cercetează procesele de transformare care au loc în coroana arborilor din etajele superioare a pădurii tropicale.
O categorie însemnată (80 %) din vegetația regiunii o constituie plantele agățătoare (lianele) și epifiții ca ferigile, ciupercile, mușchii, orhidee, bromelii, care contribuie la îmbogățirea humusului.

## Decursul zilei în pădurea tropicală
- ora 6:00 Soarele răsare într-un timp scurt, este ceață. temperatura (20 °C);
- până la ora 10:00 evaporare intensă, temperatura (20-25 °C);
- până la ora 13:30 formare de nori mari, temperatura (28 °C);
- între orele 14 -17:00 In timpul ploii furtuni puternice, temperatura (30 - 31 °C);
- de la ora 17:00 apare din nou soarele, temperatura (28 °C);
- ora 18:00 apusul soarelui într-un timp scurt, temperatura (26 °C);
- după ora 18:00 noaptea este întuneric, temperatura între (20 - 23 °C).